# Čmelíkovci
Čmelíkovci (Mesostigmata) je podřád cizopasných a volně žijících roztočů, kteří dorůstají velikosti do 1 mm. Charakteristickým rozpoznávacím znakem je jeden pár dýchacích trubic (stigmat) na straně těla mezi druhou a třetí, případně třetí a čtvrtou končetinou.